# 미국 테니스 협회
미국 테니스 협회(United States Tennis Association, USTA)는 미국의 테니스를 관장하는 단체이다. 비영리 단체인 USTA는 70만 명의 회원을 보유하고 있으며, 수익의 100%를 테니스 보급 및 발전을 위한 사업에 투자한다. 투자 대상은 유소년 테니스부터 프로 테니스까지 매우 다양하다. 이 협회는 미국의 테니스 관련 규정을 표준화 하고 테니스의 보급과 발전을 도모하기 위한 목적으로 설립되었다.
USTA는 매년 US 오픈의 개최 장소로 사용되는 USTA 빌리 진 킹 내셔널 테니스 센터를 운영하고 있다.
USTA는 미국 주요 지역에서 초보자부터 프로에 이르는 다양한 레벨의 사람들을 위한 리그를 운영하고 있다. 또한 미국 전역에서 매주 동호인 및 프로 선수들을 위한 대회를 유치하고 있다.

## 조직
USTA는 17개 지역에 걸쳐 70만 명에 이르는 개인 회원과 7천 개의 회원 단체, 그리고 직원들을 보유하고 있다.

### USTA 지역구
- USTA Caribbean
- USTA Eastern
- USTA Florida
- USTA Hawaii Pacific
- USTA Intermountain
- USTA Mid-Atlantic
- USTA Middle States
- USTA Midwest
- USTA Missouri Valley
- USTA New England
- USTA Northern
- USTA Northern California
- USTA Pacific Northwest
- USTA Southern
- USTA Southern California
- USTA Southwest
- USTA Texas

## 역사
USTA의 전신은 1881년 뉴욕의 몇몇 테니스 클럽 멤버들이 모여 창설했던 미국 국립 론 테니스 협회(United States National Lawn Tennis Association)이다. 이후 1975년에 이르러 테니스 환경의 변화를 반영하기 위해 잔디를 뜻하는 '론'(Lawn)이라는 단어를 명칭에서 삭제하게 되었다.

## NTRP 등급
USTA는 프로 레벨 이하 선수들의 실력 수준을 분류하기 위한 목적으로 NTRP 등급을 도입하여 사용하고 있다. 이 등급 체계는 초보자의 경우 2.5에서부터 기술적 수준의 향상에 따라 0.5씩 증가하는 방식이며, 투어급 선수 수준을 나타내는 7.0이 상한선이다. NTRP는 프로 투어 이하 레벨의 대회에서 선수들의 수준을 일정하게 맞추기 위한 용도로 사용되며, 일반적인 동호인 수준은 3.5에서 4.0 정도가 평균이다. 매년 연말 협회는 프로그램에 등록되어 있는 사람들의 그 해 대회 결과에 따른 등급을 공시한다.

## 프로그램
USTA는 대부분의 도시(인구 15만 이상)에서 NTRP 2.5에서 5.0에 이르는 동호인들을 위한 대회를 매년 봄과 가을에 개최한다. 봄 대회에는 단식과 복식이 있으며, 가을 대회에는 복식만 있다. 일부 도시에서는 여름 리그가 운영되며, 매우 소수이기는 하나 아주 일부 도시에서는 가을 리그도 운영되고 있다. 대부분에 주에서 매주말마다 1~5개의 대회가 개최된다.
유소년층도 USTA 대회에 참가할 수 있으며, 어린이들을 위한 단체 교습 및 대회가 연령대별로 전국에서 운영되고 있다.
USTA는 노년층을 위한 프로그램도 대부분의 도시에서 운영하고 있다. 노년층 테니스 인구를 위해 50세 이상이 참가할 수 있는 시니어 리그 또한 운영한다.

## 역대 회장
| 이름                    | 재임기간  |
| ----------------------- | --------- |
| R.S. Oliver             | 1881–1882 |
| James Dwight            | 1882–1884 |
| T.K. Fraser             | 1885–1886 |
| Richard Sears           | 1887–1888 |
| Joseph Clark            | 1889–1891 |
| Henry Slocum            | 1892–1893 |
| James Dwight            | 1894–1911 |
| Robert Wrenn            | 1912–1915 |
| George Adee             | 1916–1919 |
| Julian Myrick           | 1920–1922 |
| Dwight F. Davis         | 1923      |
| George Wightman         | 1924      |
| Jones W. Mersereau      | 1925–1927 |
| Samuel H. Colloml       | 1928–1929 |
| Louis Dailey            | 1930      |
| Louis J. Carruthers     | 1931–1932 |
| Henry S. Know           | 1933      |
| Walter Merrill Hall     | 1934–1936 |
| Holcombe Ward           | 1937–1947 |
| Lawrence Baker          | 1948–1950 |
| Russell B. Kingman      | 1951–1952 |
| James H. Bishop         | 1953–1955 |
| Renville H. McMann      | 1956–1957 |
| Victor Denny            | 1958–1959 |
| George Barnes           | 1960–1961 |
| Edward A. Turville      | 1962–1963 |
| James B. Dickey         | 1964      |
| Martin Tressel          | 1965–1966 |
| Robert J. Kelleher      | 1967–1968 |
| Alastair Martin         | 1969–1970 |
| Robert B. Colwell       | 1971–1972 |
| Walter E. Elcock        | 1973–1974 |
| Stan Malless            | 1975–1976 |
| William E. Hester       | 1977–1978 |
| Joseph E. Carrico       | 1979–1980 |
| Marvin P. Richmond      | 1981–1982 |
| Hunter L. Delatour, Jr. | 1983–1984 |
| J. Randolph Gregson     | 1985–1986 |
| Gordon D. Jorgensen     | 1987–1988 |
| David R. Markin         | 1989–1990 |
| Robert A. Cookson       | 1991–1992 |
| J. Howard Frazer        | 1993–1994 |
| Lester M. Snyder, Jr.   | 1995–1996 |
| Harry Marmion           | 1997–1998 |
| Julia Levering *        | 1999–2000 |
| Mervin Heller, Jr.      | 2001–2002 |
| Alan Schwartz           | 2003–2004 |
| Franklin Johnson        | 2005–2006 |
| Jane Brown Grimes       | 2007–2008 |
| Lucy S. Garvin          | 2009–2010 |
| Jon Vegosen             | 2011–2012 |
| David Haggerty          | 2013–2014 |
| Katrina Adams           | 2015-2016 |

* Julia Levering은 USTA 최초의 여성 회장이다.

## 같이 보기
- 아메리카 테니스 협회